# Bailey O'Donnell
Bailey O'Donnell (Ashburton, 25  september 2000) is een Nieuw-Zeelands weg- en baanwielrenner.

## Carrière
Als junior werd O'Donnell in januari 2017 tweede op het nationale kampioenschap op de weg, achter Ben Hamilton. Een jaar later maakte hij deel uit van de selectie die goud won op in de ploegenachtervolging op het wereldkampioenschap.
In 2021 nam O'Donnell namens St George deel aan de New Zealand Cycle Classic. In deze vijfdaagse etappekoers werd hij derde in het bergklassement, met evenveel punten als Luke Mudgway en Ollie Jones, die boven hem eindigden. Tien dagen na deze wedstrijd maakte hij de overstap naar Global 6 Cycling. In mei 2022 tekende O'Donnell een contract bij Bolton Equities Black Spoke. Omdat die ploeg in 2023 een stap hogerop deed, werd O'Donnell dat jaar prof. Hij nam dat jaar deel aan onder meer de Brussels Cycling Classic en de Ronde van Langkawi.
In 2024 zette hij een stap terug naar het amateurclubteam Oxford Edge Cycling Team.

## Palmares

### Baanwielrennen
| Jaar     | NK                   | OK                   | WK                   | Overig   |
| Junioren | Junioren             | Junioren             | Junioren             | Junioren |
| -------- | -------------------- | -------------------- | -------------------- | -------- |
| 2018     |                      | Ploegenachtervolging | Ploegenachtervolging |          |
| Elite    |                      |                      |                      |          |
| 2018     | Ploegenachtervolging |                      |                      |          |
| 2019     | Ploegenachtervolging |                      |                      |          |
| 2020     |                      | Ploegenachtervolging |                      |          |

## Ploegen
- 2021 –  St George Continental Cycling Team (tot 27 januari)
- 2021 –  Global 6 Cycling (van 28 januari tot 30 juni)
- 2022 –  Bolton Equities Black Spoke Pro Cycling (vanaf 25 mei)
- 2023 –  Bolton Equities Black Spoke
- 2024 –  Oxford Edge Cycling Team

Bettles · Cavanagh · Crome · Dutton · Gandy · Harvey · Hamish Keast · Kennett · O'Donnell · Reardon · Vink · Zenovich
Aalrust · Becking · Berlin · Bongiorno · Hansen · Jones · Koerjanov · Mitri · O'Donnell · Paluta · Pettersen · Pithie · Sessler · Steinacher
Batt · Bostock · Burnett · Christensen · Currie · Fitzsimons · Fouché · Gate · Gough · Jackson · Jones · Kench · Mudgway · O'Donnell · Oram · Scott · Sexton · Stewart · Townsend · Wright · Gardner (stagiair) · Hornblow (stagiair) · Vercouillie (stagiair)